# Topònims de Perauba
Llistat de topònims del territori de l'antic poble de Perauba, de l'antic terme municipal d'Hortoneda de la Conca, actualment integrat en el de Conca de Dalt, del Pallars Jussà, presents a la Viquipèdia.

## Bordes
- Borda del Músic

## Castells
- Torre de Perauba

## Corrals
- Corral del Mestre

## Despoblats medievals
- Perauba

## Masies (pel que fa als edificis)
- Casa de les Feixes

## Geografia

### Boscos
|  |  |  |  |

### Camps de conreu
| - Tros de la Borda | - Trossos de la Font de Perauba | - Boïgot del Mestre |  |

### Canals
| - Canal d'Alzina | - Canal de l'Hortó |  |  |

### Cavitats
| - Espluga del Corral del Peló | - Espluga de l'Oli d'Ermini |  |  |

### Cingleres
| - Rocs del Comeller - Feixanc del Gavatx | - Feixans de Penalta | - Roc de Penalta | - Feixa de Viu |

### Clots
| - Clot del Corral del Mestre | - Clot dels Trossos dels Arrendadors |  |  |

### Collades
| - Coll de Colls | - Collada del Corral del Mestre | - Coll de la Creu | - Coll de Planell Ras |

### Comes
- Coma de Perauba

### Corrents d'aigua
| - Llau de Brunet - Llau dels Carants - Llau de l'Era del Tardà | - Llau de la Font Freda - Llau de l'Obaga de Sacoberta - Llau de Perauba | - Llau de Sant Andreu - Llau de Sant Pere | - Llau de la Solana de Palles - Barranc del Vinyal |

### Diversos
| - Les Baürtes - Lo Caragol | - Era de Tardà | - Era de Penalta | - Culla de l'Óssa |

### Entitats de població
- Perauba

### Feixancs
| - Feixanc del Gavatx | - Feixans de Penalta |  |  |

### Masies (pel que fa al territori)
- Casa de les Feixes

### Obagues
| - Obaga de Brunet | - Les Obaguetes | - Obaga del Portal | - Obaga de Sacoberta |

### Planes
- Planell d'Ísop

### Pletius
| - Pletiu Sobirà | - Pletiu dels Racons | - Pletiu de la Solana de Palles |  |

### Roques
| - Rocs de Brunet - Roques de Brunet | - Roc de Caminal - Rocs del Comeller | - Roc del Corral del Peló - Roc de Penalta | - Roques de Sant Andreu - Roc de Sant Cristòfol |

### Serres
| - Serra de Boumort - Serra de Palles | - Serrat de Penalta - Serra del Pi | - Serra de la Travessa | - Serrat dels Trossos dels Arrendadors |

### Solanes
| - Solana del Comelleró | - Solana de les Feixes | - Solana de la Gargalla | - Solana de Palles |

### Vies de comunicació
- Pista d'Hortoneda